# 대구관천초등학교
대구관천초등학교는 대한민국 대구광역시 북구 태전동에 있는 공립 초등학교이다.

## 역사
- 1992년 6월 30일 대구관천국민학교 설립 인가
- 1992년 8월 11일 교사 신축 공사 준공
- 1993년 9월 1일 초대 이일수 교장 부임
- 1993년 9월 1일 대구관천국민학교 개교(30학급)
- 1994년 2월 18일 제1회 졸업식(졸업생 158명)
- 1994년 2월 28일 교사 증축 준공(일반교실4, 특수교실6)
- 1995-09-01 43학급 편성(구암초등학교로 수용전환 3학급)
- 1996-03-01 대구관천초등학교로 교명 변경
- 1996-11-04 학교급식 실시(4-6학년)
- 1998-09-01 33학급 편성(대천초등학교로 수용전환 10학급)
- 1999-03-01 36학급 편성(특수학급 1학급 신설)
- 2007-08-17 방과후학교 보육교실 별빛반(66m2) 설치
- 2007-08-22 과학실 현대화 사업 제2과학실(66m2) 설치
- 2007-09-07 장애우화장실(8실) 설치
- 2007-11-21 학교도서관 현대화 사업 별빛도서관(165m2) 개관
- 2009-02-24 영어체험실 설치(2실)
- 2009-02-28 조리, 급식실 현대화
- 2009-02-28 다목적 교실 설치(교실 3칸)
- 2009-02-28 천정형 냉,난방기 설치(42대)
- 2009-03-01 제7대 김성태 교장 부임
- 2009-03-01 25학급(특수학급 1포함)편성
- 2009-03-31 화단 조성공사
- 2009-08-25 현관출입문 및 방화문 교체 공사
- 2009-09-15 방송시설 현대화 공사
- 2010-10-20 창고, 야외학습장 설치
- 2011-03-01 22학급 편성(특수 1학급 포함)
- 2011-09-01 제8대 류경기 교장 부임
- 2012-02-16 제19회 졸업식(졸업생 121명, 총 4,482명)
- 2012-02-24 교사동 건물 옥상 방수공사
- 2012-03-01 22학급 편성(특수학급 1학급 포함)
- 2012-09-06 교육시설 환경개선공사(교실 마루바닥, 출입문, 신발장, 교문, 담장 개선)
- 2012-09-16 화장실 전기온수기 설치공사
- 2012-09-21 천정형 냉난방기 9대 설치공사
- 2013-02-15 제20회 졸업식(졸업생 110명, 총 4,592명)
- 2014-02-13 제21회 졸업식(졸업생 101명, 총 4,693명)
- 2014-03-01 18학급 편성(특수학급 1학급 포함)
- 2014-03-20 보육교실2 증설
- 2014-06-07 2층, 3층 중앙계단앞 방화셔터 피난대피 출입문 설치
- 2014-09-01 제9대 박종환 교장 부임
- 2015-02-01 고화소 CCTV 설치
- 2015-02-01 운동장 씨름장 노후된 천막 교체
- 2015-02-01 보육교실1을 2층으로 이전
- 2015-02-13 제22회 졸업식(졸업생 61명, 총4754명)
- 2015-03-02 18학급 편성(특수학급 1학급 포함)
- 2015-04-12 4층 음악실(공연장) 방음설치
- 2016-02-04 제23회 졸업식(졸업생88명, 총4,842명)
- 2016-02-26 숙직실 리모델링
- 2016-03-01 16학급 편성(특수 1학급 포함)
- 2016-06-08 멸종위기 야생식물 화단조성(500모종)
- 2016-08-30 급식 식당설치, 보건실 및 2층 다목적실 이전 설치
- 2016-09-01 제10대 이금녀 교장 부임
- 2017-01-22 실내 복도 도색
- 2017-02-13 제24회 졸업식(졸업생53명, 총4895명)
- 2017-03-02 14학급 편성(특수 1학급 포함)
- 2017-03-02 행복인성교육연구소 MOU체결(흙길맨발걷기)
- 2017-04-05 행복맨발 길 조성
- 2017-08-25 제42회 대한민국 관악경연대회(은상)
- 2017-08-25 교실천장텍스 및 LED교체공사
- 2017-08-31 학교폭력 제로학교
- 2017-09-22 화장실 현대화사업
- 2017-10-15 운동장 현대화사업,보차도 분리사업
- 2017-11-21 제18회 아름다운 교육상 최우수상 수상
- 2017-12-02 제2회 현장중심 인성교육 우수사례 발표대회 최우수상 수상
- 2017-12-08 2017 교육과정 우수학교 수상
- 2018-02-09 제25회 졸업식(졸업생 55명, 총 4951명)
- 2018-03-01 13학급편성(특수1학급 포함)
- 2018-06-20 2018학년도 학교 고화소 CCTV 설치
- 2018-08-24 제43회 대한민국 관악경연대회 최우수상 수상
- 2018-08-26 교육환경개선사업(이중창문설치,계단난간 및 미끄럼방지교체 등)
- 2018-10-08 2018 초등 미래교육 리노베이션(학생중심 창의교실)공모학교 선정
- 2018-10-11 두뇌사고 기반 학생맞줌형교육 운영학교 선정
- 2018-11-06 2018 서부교육장배 학교스포츠클럽대회 풋살(남초)3위 수상
- 2018-12-31 2018 청렴도 향상의지 평가 최우수학교 수상
- 2019-01-31 제26회 졸업식(졸업생44명,총4995명)
- 2019-02-28 교육환경개선사업(도서관 현대회,합주실 현대화,양치실 및 별빛교실 추가 설치, 방송실 복도 벽면 리모델링, 1-2학년 4개교실 리노베이션)
- 2019-03-04 13학급편성(특수1학급 포함)
- 2019-05-19 운동장 황톳길 조성
- 2019-08-19 제44회 대한민국 관악경연대회 금상 수상
- 2019-11-07 '대한민국 맨발교육 1호 학교'현판식
- 2019-12-19 장학활동 유공학교 교육장 표창
- 2019-12-24 학교 건강증진 우수학교 교육부장관상 수상
- 2020-01-23 교육환경개선사업(다목적실 안전장치, 원형벤치설치, 운동장 간이무대 설치, 컴퓨터실 바닥 교체, 세족대 설치)
- 2020-02-12 제27회 졸업식(졸업생 43명, 총 5,098명)
- 2020-02-28 교육환경개선사업(맨발 지압길 조성)
- 2020-09-01 제 11대 황정문 교장선생님 부임
- 2021-02-10 제28회 졸업식(졸업생 43명, 총 5,141명)

## 학교 상징
- 교화 - 장미 : 강인하고 정열적인 장미꽃의 붉은색, 흰색, 노란색을 모든 일에 부지런하여 우애와 성의를 가지고 실천하는 관천어린이의 이상을 뜻함
- 교목 - 향나무 : 늘 푸르름과 은은한 기상을 지니며 의지적이고 강인성을 나타내는 나무로서 국가 발전에 공헌하고 사회 발전에 기여하는 관천 어린이임을 뜻함

## 참고 자료
- 대구관천초등학교 - 한국교육학술정보원 학교알리미